# جيمس جاكسون (لاعب كرة قدم)
جيمس جاكسون (بالإنجليزية: James Jackson, Jr.)‏ (4 ديسمبر 1900 بنيوكاسل أبون تاين في المملكة المتحدة - 1 يناير 1976) هو لاعب كرة قدم بريطاني (وحمل سابقاً جنسية المملكة المتحدة لبريطانيا العظمى وأيرلندا) في مركز الظهير. لعب مع نادي أبردين ونادي ليفربول ونادي ماذرويل ورابطة كرة القدم الاسكتلندية الحادية عشر ‏ ونادي كوينز بارك.

## وصلات خارجية
- جيمس جاكسون (لاعب كرة قدم) على موقع قاعدة بيانات كرة القدم.إي يو (الإنجليزية)